# Landeszentrale für politische Bildung des Saarlandes
Die Landeszentrale für politische Bildung des Saarlandes (LpB; auch Landeszentrale für politische Bildung Saarland) ist eine überparteiliche, staatliche Einrichtung für die politische Bildung im Saarland.

## Geschichte und Organisation
Die saarländische Landeszentrale für politische Bildung wurde 1957 unter dem Namen Landeszentrale für den Heimatdienst gegründet. Ihre erste Aufgabe war die Vermittlung des Abstimmungsergebnisses zum Abkommen zwischen den Regierungen der Bundesrepublik Deutschland und der Französischen Republik über das Statut der Saar von 1954. 1968 wurde sie dann in Landeszentrale für politische Bildung umbenannt. Noch im Jahr 2017 verfügte die Landeszentrale über keinen eigenen Internetauftritt. In dieser Zeit wurde ein Internetportal zur Information über die Arbeit der Landeszentrale aufgebaut. Derzeit wird die Landeszentrale durch den Erlass des Ministeriums für Bildung und Kultur betreffend die Landeszentrale für politische Bildung des Saarlandes (LpB) vom 13. September 2019 konstituiert und ist unabhängig von der Bundeszentrale für politische Bildung. Sie hat ihren Sitz in Saarbrücken und ist im Ministerium für Bildung und Kultur des Saarlandes angesiedelt.
Im Hinblick auf die Sachausstattung und den Haushalt ist die Landeszentrale mit dem Saarländischen Landesinstitut für Pädagogik und Medien verbunden. Es besorgt auch die Buchausgabe für die Landeszentrale.

## Aufgaben und Grundsätze
„Aufgabe der LpB ist es, die Identifikation der Bürgerinnen und Bürger mit unserem freiheitlich-demokratischen Wertesystem zu fördern sowie die Bürgerinnen und Bürger dabei zu unterstützen, politische und gesellschaftliche Situationen sowie die eigene Interessenlage zu analysieren und sich mündig, aktiv und kritisch an der Ausgestaltung des politischen und gesellschaftlichen Lebens zu beteiligen. Diese Aufgaben verfolgt die LpB, indem sie die Meinungsbildungs-, Diskussions- und Medien- sowie die soziale, interkulturelle und interreligiöse Kompetenz der Bürgerinnen und Bürger stärkt und in diesem Kontext unter anderem wichtige demokratisch-institutionelle, historische, tagespolitische, soziale, kulturelle, wirtschaftliche und mediale Zusammenhänge auf regionaler, nationaler und internationaler Ebene aus unterschiedlichen, kontroversen Perspektiven beleuchtet, die Bürgerinnen und Bürger über die verschiedenen Möglichkeiten politischer und bürgerschaftlicher Partizipation informiert und sie mit Blick auf die Umsetzung der eigenen Interessen dazu motiviert, auf diese zurückzugreifen, und Politik und Demokratie durch die Vermittlung praktischer Eindrücke erfahrbar macht.“

Die Aufgaben werden im Erlass näher ausgestaltet. Daneben formuliert der Erlass auch Grundsätze für die Arbeit der Landeszentrale. Zu diesen Grundsätzen gehört die Verpflichtung zu den im Grundgesetz, in den Menschenrechten und im Beutelsbacher Konsens festgehaltenen Grundprinzipien. Außerdem soll die Landeszentrale im Rahmen ihrer Arbeit alle Altersgruppen und verschiedene Zielgruppen im urbanen wie ländlichen Raum erreichen.

## Beirat
Beratend und zur Überprüfung der Einhaltung der Grundprinzipien, aber auch für Empfehlungen zur konzeptionellen Arbeit beruft das Ministerium einen Beirat, in dem nur Wissenschaftler Mitglied sein können, die an Hochschulen außerhalb des Saarlandes tätig sind.